# Douglas SBD Dauntless
El Douglas SBD Dauntless, també anomenat Banshee fou un bombarder en picat i avió d'observació embarcat nord-americà dissenyat i fabricat per Douglas a la Segona Guerra Mundial. Fou intensiva i eficaçment usat per la US Navy durant la campanya del Pacífic.

## Desenvolupament
La versió dissenyada per l'Exércit de terra, que no disposava d'un ganxo de portaavions, s'anomenà A-24 Banshee. El Dauntless és originari per l'avió biplaça Northrop BT-1 de l'any 1938, va ser dissenyat per Jack Northrop i Edward Heinemann. A la partida de J. Northrop al Gener del 1938, va començar l'avaluació d'un desenvolupament del BT-1, també conegut com a XBT-2 i que semblaba que només l'aventatjaba en aspectes marginals. L'equip de disseny de Heinemann va modificar completament l'únic prototip de l'XBT-2, propulsant-lo amb el motor Wright XR-1830-32, de 1.000 Cv (que més tard es va convertir en el mundialment famós Cyclone) mitjant una hèlice tripala. Després d'una sèrie intensa de proves en el túnel de vent, la cua de l'avió fou redissenyada i l'XBT-2 va ser redesignat com a XSBD-1. Acceptat així per la US Navy, al Febrer del 1939, mentre es treballava a l'hora però en paral·lel en el Curtiss SB2C Helldiver, el SBD es va convertir en l'estàndard contra el que els restants bombarders embarcats habíen de ser comparats.

## Operadors
Xile
- La força Aèria de Xile va operar amb 24 SBD Dauntless.

 Estats Units
- Cos Aeri de l'Exèrcit dels Estats Units
- Cos de Marines dels Estats Units
- Marina dels Estats Units

 França
- Exèrcit Aèri Françès
- Aeronvale

 Marroc
- Policía del Desert Marroquí.

 Mèxic
- Força Aèria Mexicana

 Nova Zelanda
- Real Força Aèria de Nova Zelanda
  - El 25 esquadró RNZAF

- Royal Air Force (RAF), quatre avions per a fins d'assaig

## Especificacions

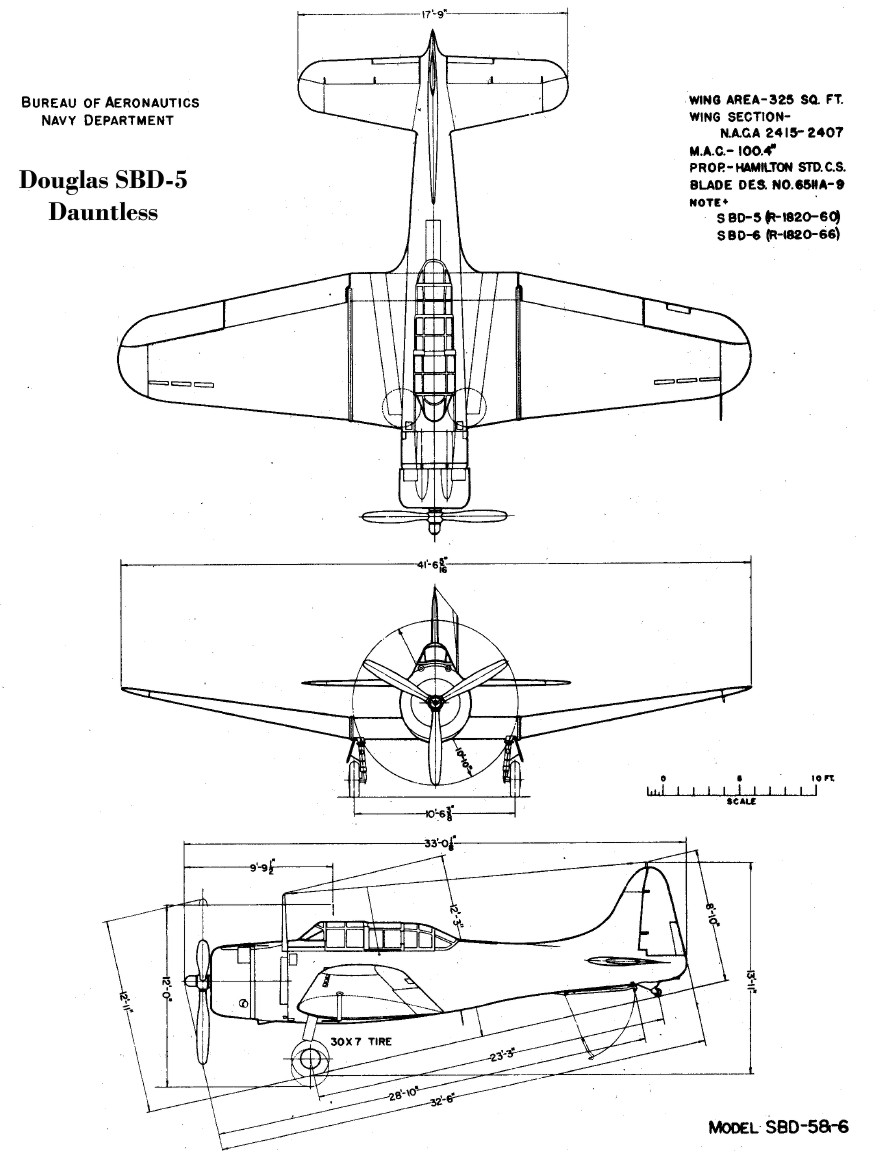
Vista en les tres direccions del SBD Dauntless

Funció primària: Bombarder en picat.
Motors: 1 Motor radial Wright R-1820-60 Cyclone.
Velocitat: Màxima: 410 km/h (255 MPH; 221 kt)
Longitud: 10,1 m (33,1 ft)
Alçada: 4,1 m (13,6 ft)
Envergadura: 12,7 m (41,5 ft)
Superfície de les ales: 77,1 m²
Envergadura derives de cua: 8,84 m
Sostre de vol: 7 955 m (26 099 ft)
Pesos:
- Buit: 14.061 kg. 2 963 kg (6 530,5 lb)

- Màxim en enlairar-se: 4 854 kg (10 698,2 lb) kg.

Tripulació: 3